# King Diamond
King Diamond (* jako Kim Bendix Petersen 14. června 1956, Kodaň) je dánský heavymetalový hudebník a zpěvák, jeden ze zakladatelů tzv. horror metalu. Je znám pro ohromný hlasový rozsah (někde je uváděno dokonce 5 oktáv), ještě zvětšený častým používáním falsetta.
Měl vliv na další rockové a metalové umělce, včetně Metallicy, Slayer a Cradle of Filth.
Po odchodu ze skupiny Mercyful Fate, která byla v 80. letech 20. století jednou z nejoriginálnějších heavymetalových skupin (jako inspiraci ji mimo jiné uvádí i Metallica), se King Diamond vydal na sólovou dráhu. Své první album Fatal Portrait vydal v roce 1986. V roce 1987 následovalo Abigail (jedno z nejvíce fanoušky ceněných alb). Veškeré písně na albech jsou textově propojeny a celek tak tvoří samostatný příběh; s výjimkou Spiders's Lullabye a prvního Fatal Portrait, kde tento příběh tvoří asi polovina písní.
Je ženatý, jeho žena je maďarská zpěvačka Livia Zita, která je o 28 let mladší. 29. listopadu 2010 byl převezen do nemocnice, protože prodělal infarkt. Musel podstoupit trojitý bypass. Uzdravil se ale neuvěřitelně rychle, již druhý den jedl pevnou stravu a pokořil rekord, když dva dny po operaci již sám odešel domů.
Poměrně dlouho se soudil (byl zažalován) s Gene Simmonsem, kterému se zdálo, že King okopíroval jeho make-up. Když soud nebyl dlouho schopný rozhodnout, King dobrovolně make-up změnil.
King při svých show používá mnoho rekvizit pro navození atmosféry zrovna hrané skladby.

## Diskografie (King Diamond)
Studiová alba
- Fatal Portrait (1986)
- Abigail (1987)
- "Them" (1988)
- Conspiracy (1989)
- The Eye (1990)
- The Spider's Lullabye (1995)
- The Graveyard (1996)
- Voodoo (1998)
- House of God (2000)
- Abigail II: The Revenge (2002)
- The Puppet Master (2003)
- Give Me Your Soul...Please (2007)

Koncertní alba
- In Concert 1987: Abigail (1990)
- Deadly Lullabyes: Live (2004)
- Songs for the Dead Live (2018/19)

Kompilace
- A Dangerous Meeting (1992)
- Nightmare in the Nineties (2001)
- King Diamond and Black Rose, 20 Years Ago: A Night of Rehearsal (2001)
- The Best of King Diamond (2003)

EP
- The Dark Sides (1989)
- Collector's Item (1999)

Singly
- "No Presents for Christmas" (1985)